# Смолярик бурий

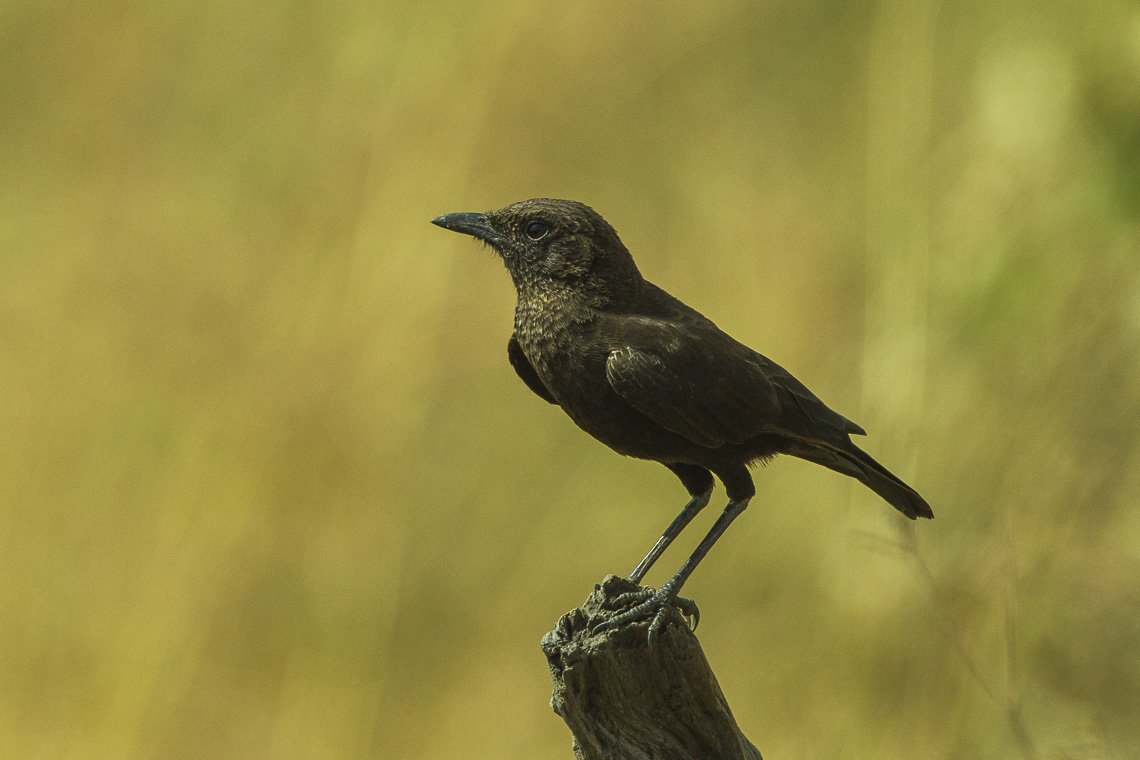
Бурий смолярик (Кенія)

Смоля́рик бурий (Myrmecocichla aethiops) — вид горобцеподібних птахів родини мухоловкових (Muscicapidae). Мешкає в регіоні Сахелю та на високогір'ях Східної Африки.

## Опис
Довжина птаха становить 17-19 см. Крила короткі. округлі, хвіст гострий, лапи відносно довгі. Дорослі птахи мають темно-буре або попелясто-буре забарвлення, яке здалеку здається чорним. На голові і грудях дрібні білі плямки. В польоті на крилах помітні широкі білі смуги. У молодих птахів світліше, коричневе забарвлення.

## Підвиди
Виділяють три підвиди:
- M. a. aethiops Cabanis, 1851 — від Сенегалу і Гамбії до Чаду і північного Камеруну;
- M. a. sudanensis Lynes, 1920 — західний і центральний Судан (регіони Дарфур і Кордофан);
- M. a. cryptoleuca Sharpe, 1891 — від західної і центральної Кенії до північної Танзанії.

## Поширення і екологія
Бурі смолярики мешкають в регіоні африканського Сахелю (в Сенегалі, Гамбії, Мавританії, Малі, Буркіна-Фасо, Нігері, Нігерії, Центральноафриканській Республіці Чаді і Судані), в нагір'ях Тібесті і Еннеді, а також в нагір'ях Кенії і Танзанії. Вони живуть в саванах, на пасовищах, полях і в садах. Зустрічаються на висоті від 1500 до 3000 м над рівнем моря. Є переважно осілими, однак в сезон дощів можуть кочувати.

## Поведінка
Бурі смолярики живляться переважно комахами. Сезон розмноження триває з липня по вересень.